# Проклятието на плачещата жена
„Проклятието на плачещата жена“ (на английски: The Curse of La Llorona) е американски свръхестествен филм на ужасите от 2019 г. на режисьора Майкъл Чейвс (в режисьорския му дебют), по сценарий на Мики Дохърти и Тобиас Яконис. Това е шестата част от поредицата „Заклинанието“. Базиран на латиноамериканския фолклор за „Ла Йорона“ (Плачещата жена), във филма участват Линда Карделини, Реймънд Круз и Патриша Веласкес. Филмът е продуциран от Джеймс Уан чрез етикета му „Атомик Монстър Продъкшънс“.
Премиерата на филма се състои в South by Southwest на 15 март 2019 г., и е пуснат по кината в Съединените щати на 19 април 2019 г.